# Euderomphale
Euderomphale is een geslacht van vliesvleugeligen uit de familie Eulophidae. De wetenschappelijke naam van dit geslacht is voor het eerst geldig gepubliceerd in 1916 door Girault.

## Soorten
Het geslacht Euderomphale omvat de volgende soorten:
- Euderomphale bemisiae Viggiani, 1977
- Euderomphale callunae Erdös, 1966
- Euderomphale cerris Erdös, 1961
- Euderomphale chapultepec Myartseva, 2004
- Euderomphale chelidonii Erdös, 1966
- Euderomphale cortinae Graham, 1986
- Euderomphale ezzati Abd-Rabou, 1998
- Euderomphale flavimedia (Howard, 1881)
- Euderomphale gomer LaSalle & Hernández, 2003
- Euderomphale hyalina (Compere & Annecke, 1961)
- Euderomphale insularis LaSalle & Hernández, 2003
- Euderomphale longipedicelus Shafee, Rizvi & Khan, 1988
- Euderomphale mexicana Myartseva, 2004
- Euderomphale philippiae (Risbec, 1957)
- Euderomphale secreta Hulden, 1986
- Euderomphale secunda (Mani, 1939)
- Euderomphale sinuata LaSalle, 1999
- Euderomphale stomale Narendran & Hayat, 2007
- Euderomphale sulciscapus Hansson & LaSalle, 2003
- Euderomphale suzannae LaSalle, 1999